# Borja García Freire
Borja García Freire (Madrid, 2 de noviembre de 1990), más conocido como Borja García, es un futbolista español que juega de centrocampista.
Es el tercer jugador que más partidos oficiales ha jugado en el Girona Fútbol Club.

## Trayectoria

### Rayo Vallecano
Desde la temporada 2007 perteneció a las categorías inferiores del Rayo Vallecano, donde llegó procedente de la S. R. Villaverde. En la temporada 2009-10 jugó en el Rayo Vallecano "B", ascendiendo el equipo a la Segunda División "B". Tras sus actuaciones en el filial rayista fue llamado por la selección sub-19 para la fase de clasificación para el Europeo sub-19 de 2008 de República Checa.
En la temporada 2010-11 formó parte de la primera plantilla del equipo vallecano, otorgándole el técnico rayista José Ramón Sandoval la titularidad desde el principio de la temporada, donde fue uno de los partícipes del ascenso del equipo a la Primera División de España.

### Córdoba C. F. y Real Madrid Castilla
El 6 de julio de 2011 se hizo oficial su traspaso al Córdoba C. F. por cuatro temporadas. La temporada 2011-12 confirmó su consolidación como futbolista, anotando 17 goles en la liga regular y dos en Copa del Rey convirtiéndose en el máximo goleador de su equipo y llevándolo a la disputa de los play-off de ascenso.
El 31 de julio de 2012 se hizo oficial su traspaso al Real Madrid Castilla C. F. por cuatro temporadas.
Debutó con el filial blanco en la primera jornada frente al Villarreal Club de Fútbol tras salir desde el banquillo, y anotaría su primer gol como madridista en la cuarta jornada al aprovechar una asistencia de Pedro Mosquera y que sirvió para que el Castilla lograse la segunda victoria de la temporada tras vencer por 3-2 al Xerez Club Deportivo.
El 7 de agosto de 2014 volvió al equipo que le vio explotar, el Córdoba C. F., esta vez en calidad de cedido con una opción de compra a final de temporada.

### Girona y Huesca
En verano de 2015 firmó por el Girona F. C., equipo con el que logró el ascenso a Primera en 2017. En cinco años en el equipo marcó 18 goles en los 192 partidos que disputó.
El 15 de septiembre de 2020 firmó por la S. D. Huesca para las siguientes tres temporadas. A finales de agosto de 2021 rescindió su contrato y, el 3 de septiembre, regresó al Girona F. C. firmando por dos temporadas. En la primera de ellas consiguió otro ascenso a la máxima categoría.
Su segunda etapa en el Girona F. C. terminó al finalizar la temporada 2023-24. En ella el equipo consiguió la clasificación para la Liga de Campeones de la UEFA, pero no pudo ayudar desde el terreno de juego debido a una lesión en el pie. En el momento de su marcha era el jugador que más partidos había jugado en la historia del club, un total de 233, en competiciones profesionales.

## Selección nacional
Fue internacional con la selección sub-19 para la fase de clasificación para el Europeo sub-19 de 2008 de República Checa.

## Clubes
Actualizado al último partido jugado el 16 de abril de 2023.
| Club                       | País   | Año       | Partidos | Goles |
| -------------------------- | ------ | --------- | -------- | ----- |
| Rayo Vallecano             | España | 2008-2011 | 30       | 3     |
| Córdoba C. F.              | España | 2011-2012 | 44       | 19    |
| Real Madrid Castilla C. F. | España | 2012-2014 | 66       | 11    |
| Córdoba C. F.              | España | 2014-2015 | 29       | 1     |
| Girona F. C.               | España | 2015-2020 | 192      | 18    |
| S. D. Huesca               | España | 2020-2021 | 21       | 1     |
| Girona F. C.               | España | 2021-2024 | 41       | 3     |